# Dr T. i kobiety
Dr T. i kobiety – komedia romantyczna produkcji amerykańskiej z 2000 roku w reżyserii Roberta Altmana.

## Obsada
- Richard Gere jako dr Sullivan Travis (dr T.)
- Helen Hunt jako Bree Davis
- Farrah Fawcett jako Kate Travis
- Laura Dern jako Peggy
- Kate Hudson jako Dee Dee Travis
- Liv Tyler jako Marilyn
- Shelley Long jako Carolyn
- Tara Reid jako Connie Travis